# Elise Meijerink
Elise Meijerink ('t Harde, 4 juni 1995) is een Nederlands voormalig voetbalspeelster. Ze speelde als verdediger voor sc Heerenveen en Telstar in de Vrouwen Eredivisie en voor KAA Gent in de Super League.

## Clubcarrière
In haar jeugdjaren kwam Elise Meijerink uit voor DVS'33. Van 2015 tot 2020 speelde ze als middenvelder voor sc Heerenveen. Daarna vertrok Meijerink naar België waar ze tot 2023 voor KAA Gent uitkwam. In haar eerste seizoen liep Meijerink tegen een knieblessure op waardoor ze een lange tijd buitenspel stond.
Voorafgaande aan het seizoen 2023/24 keerde Meijerink terug naar Nederland om voor Telstar te gaan spelen. Op 9 september 2023 maakte Meijerink in een uitwedstrijd tegen PSV haar debuut voor de Witte Leeuwinnen. Telstar maakte op 29 april 2024 bekend het aflopende contract van Meijerink niet te verlengen, waardoor ze de club na een seizoen alweer verlaat. Het lukte Meijerink niet om pijnvrij alles mee te doen bij Telstar. Meijerink besloot vervolgens om te stoppen als profvoetbalster.

## Statistieken
| Seizoen | Club            | Land      | Competitie         | Wedstrijden | Doelpunten |
| ------- | --------------- | --------- | ------------------ | ----------- | ---------- |
| 2015/16 | sc Heerenveen   | Nederland | Eredivisie         | 10          | 0          |
| 2016/17 | sc Heerenveen   | Nederland | Eredivisie         | 27          | 0          |
| 2017/18 | sc Heerenveen   | Nederland | Eredivisie         | 22          | 0          |
| 2018/19 | sc Heerenveen   | Nederland | Eredivisie         | 13          | 0          |
| 2019/20 | sc Heerenveen   | Nederland | Eredivisie         | 12          | 0          |
| 2020/21 | KAA Gent Ladies | België    | Super League       | 4           | 0          |
| 2023/24 | Telstar         | Nederland | Vrouwen Eredivisie | 18          | 0          |
| Totaal  | Totaal          | Totaal    | Totaal             | 96          | 0          |

Bijgewerkt t/m 29 april 2024.